# Xysticus verneaui
Xysticus verneaui is een spinnensoort uit de familie van de krabspinnen (Thomisidae).
De wetenschappelijke naam van de soort werd in 1883 gepubliceerd door Eugène Simon.